# Björkagölen (Älmeboda socken, Småland)
Björkagölen är en sjö i Tingsryds kommun i Småland och ingår i Ronnebyåns huvudavrinningsområde. Sjön har en area på 0,0676 kvadratkilometer och ligger 130,1 meter över havet.

## Delavrinningsområde
Björkagölen ingår i det delavrinningsområde (625839-146428) som SMHI kallar för Vid mätstation Boasjöbäck. Medelhöjden är 124 meter över havet och ytan är 27,8 kvadratkilometer. Det finns ett avrinningsområde uppströms, och räknas det in blir den ackumulerade arean 56,55 kvadratkilometer. Lillån som avvattnar avrinningsområdet har biflödesordning 2, vilket innebär att vattnet flödar genom totalt 2 vattendrag innan det når havet efter 33 kilometer. Avrinningsområdet består mestadels av skog (83 procent). Avrinningsområdet har 1,31 kvadratkilometer vattenytor vilket ger det en sjöprocent på 4,7 procent.